# ベルクマン特務隊

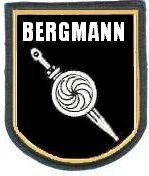
ベルクマン特務隊の部隊章

ベルクマン特務隊(Sonderverband Bergmann)とは、第二次世界大戦中にドイツ国防軍情報部（アプヴェーア）が保有した部隊である。独ソ戦勃発後の1941年10月14日から12月にかけて、ノイハンマーで編成が行われた。ドイツ国防軍の山岳訓練施設があるミッテンヴァルトに拠点を置き、隊員の多くは諸外国出身のコーカサス系義勇兵（グルジア人、北コーカサス人、アルメニア人、アゼルバイジャン人など）であった。また将校にもフランス出身のコーカサス人がいた。

## 編成
ベルクマン特務隊は第800特殊任務・建設教導大隊（ブランデンブルク部隊）により、テオドール・オーベルレンダー中尉を指揮官として編成された。隊員はキンジャール(Kindjal)と呼ばれるコーカサス地方の短剣を模したバッジを戦闘帽の左側面に着用した。1942年には最初の5個中隊が編成される。第1中隊はグルジア人とドイツ人士官、第2中隊は北コーカサス人、第3中隊はアゼルバイジャン人とドイツ人士官、第4中隊はグルジア人とアルメニア人、本部中隊である第5中隊はコーカサス系ドイツ人によって編成されていた。当初の総戦力は1200名で、内900人がコーカサス人、300人がドイツ人であった。これに加えて2つの騎兵中隊が配置されていた。
シャミール作戦(Unternehmen Schamil)の元、ベルグマン特務隊から派遣された10名のドイツ人と15名の北コーカサス人による戦闘団がチェチェン共和国に落下傘降下を敢行した。彼らの任務はコーカサス戦線から後退しつつある主力部隊の撤退を支援する事であった。この任務は成功し、以後は各地で亡命者を迎えて部隊を拡大しつつ、1943年からはクリミア半島に拠点を置き、赤軍との戦いを続けた。
その後、ベルグマン特務隊の一部が大隊として分割されギリシャへと移動した。なお、1944年のワルシャワ蜂起の折、ベルグマン特務隊から派遣された第2アゼルバイジャン大隊(aserbaidschanische II. Bataillon)が悪名高いオスカール・ディルレヴァンガー率いるディルレヴァンガー部隊と共に鎮圧作戦に参加している。この鎮圧作戦と続く東部戦線の激戦で消耗した第2アゼルバイジャン大隊は、他の部隊と合流して何度か再編成を繰り返した末、1945年3月27日に第1607擲弾兵連隊(Grenadier-Regiments 1607)第3大隊として再編成され、デンマークで終戦を迎えた。

## 画像

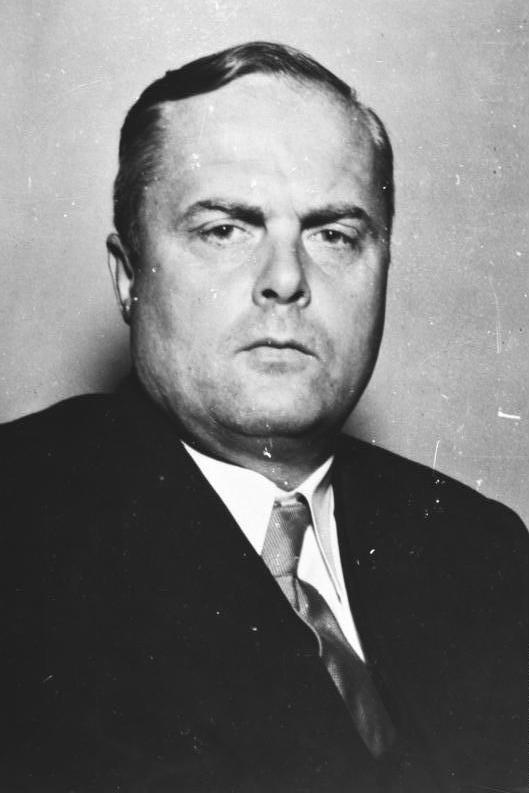
テオドール・オーベルレンダー（ドイツ語版）
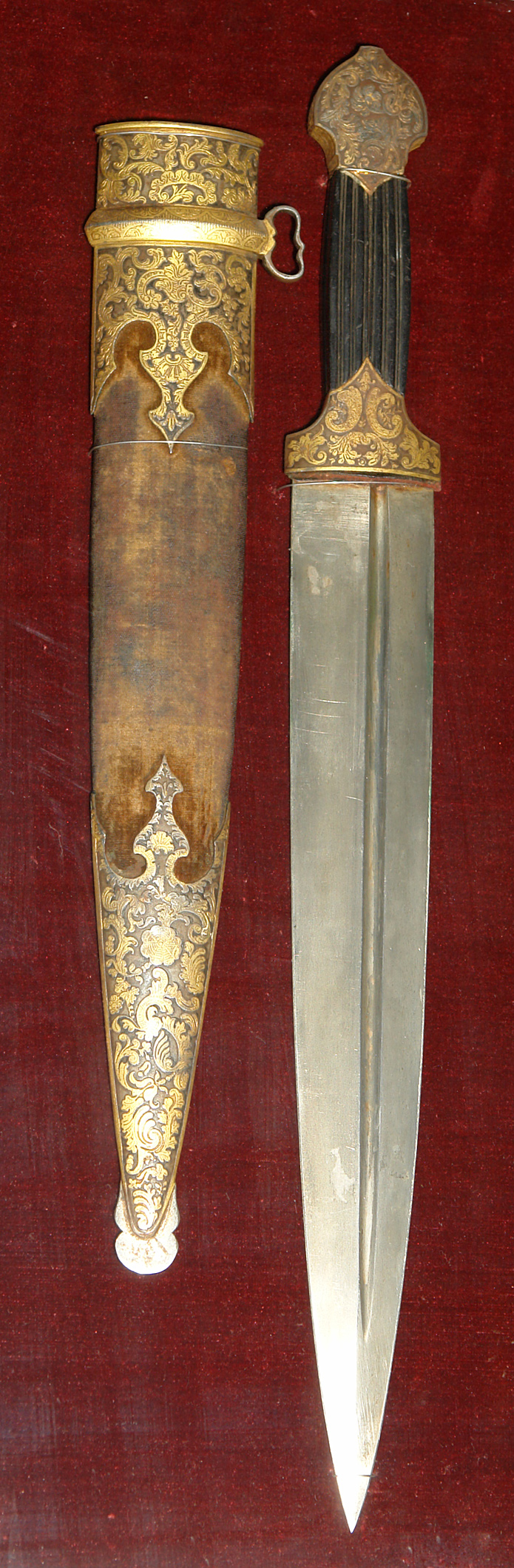
キンジャール。部隊章およびバッジのデザインに取り入れられた。
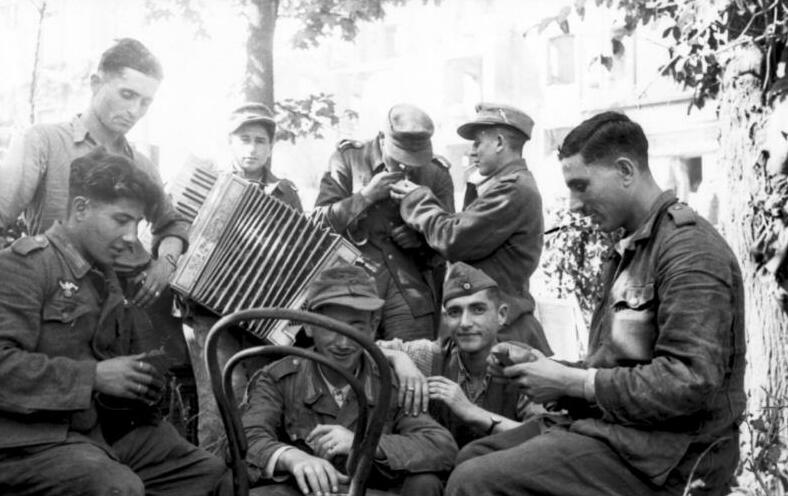
ポーランドに展開するベルグマン特務隊第2大隊の将兵（1944年）